# 尔朱文畅
尔朱文畅（528年—545年）是南北朝时期北魏、东魏人物。是尔朱荣四子，大爾朱氏之弟，尔朱文略之兄。北秀容（山西朔县西北）人，先世为契胡部酋长，祖先居于尔朱川（今山西西北部流经神池、五寨、保德县之朱家川），故以尔朱为姓氏。

## 生平
初封昌乐郡开国公，后来以荣破葛贼之勋改为昌乐王，增邑千户。担任超授散骑常侍、抚军将军。后除肆州刺史，仍本将军，加开府仪同三司。武定三年（545年）春，与东郡太守任胄、李世林、郑仲礼、房子遠等人计划谋反，因任家门客薛季孝到高欢处告发被连坐，处以死刑，时年十八。

## 延伸阅读
[在维基数据编辑]
 《北齊書·卷48》，出自李百药《北齊書》